# Rytigynia flavida
Rytigynia flavida är en måreväxtart som beskrevs av Robyns. Rytigynia flavida ingår i släktet Rytigynia och familjen måreväxter.
Artens utbredningsområde är Tanzania. Inga underarter finns listade i Catalogue of Life.